# Vissersmonument Wierum

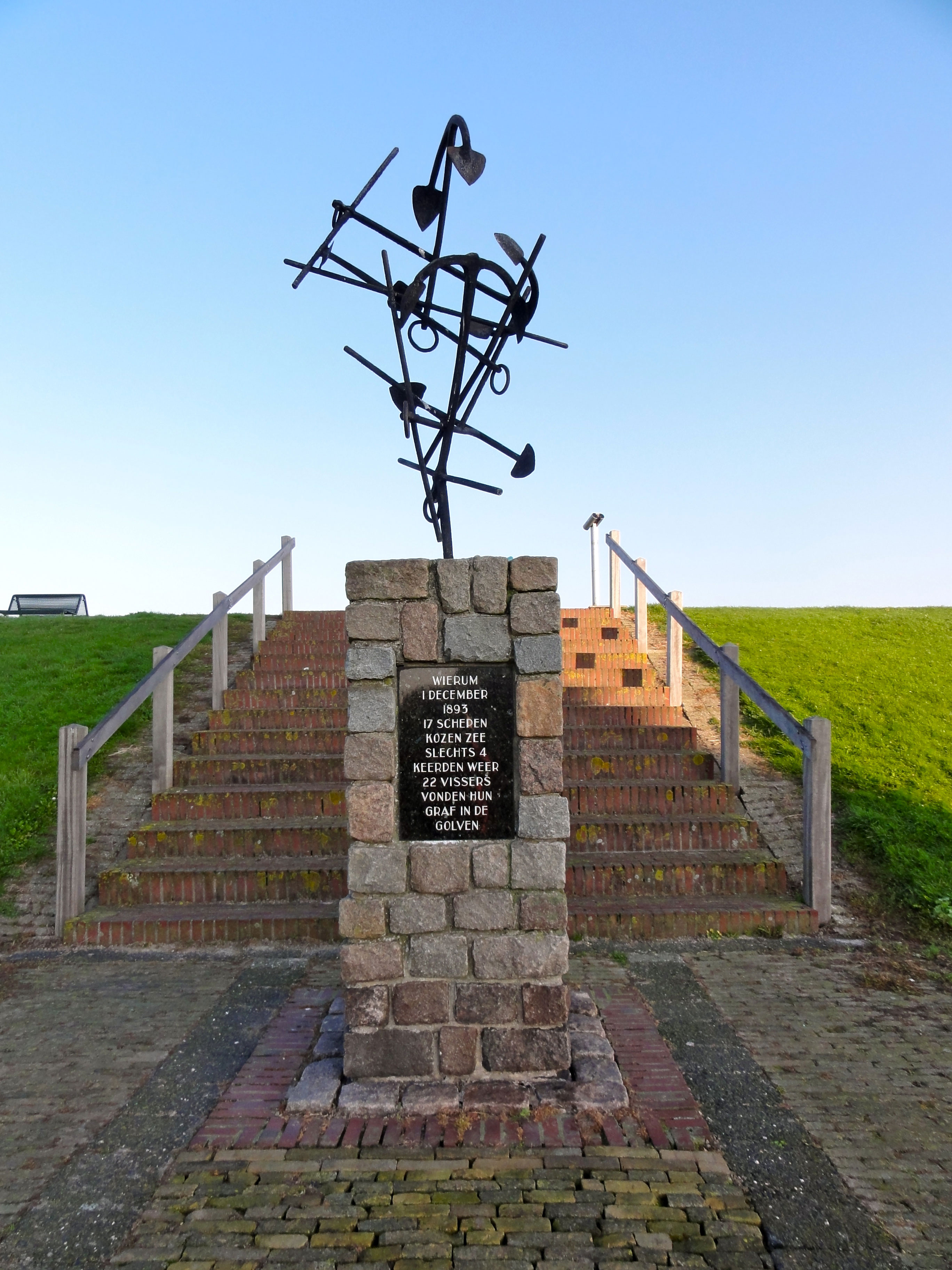
Het vissersmonument bij Wierum

Het Vissersmonument Wierum is een monument op de zeedijk bij Wierum ter gedachtenis aan de vissersramp die plaatsvond op 1 december 1893. Hierbij vergingen 13 van de 17 vissersboten tijdens een zware storm en kwamen 22 vissers om het leven.
Het monument is een ontwerp van G.J. de Weert uit 1968. Op het monument staat de volgende tekst:

| Tekst monument                                                                                             |
| --- |
| Wierum 1 december 1893 17 schepen kozen zee slechts 4 keerden weer 22 vissers vonden hun graf in de golven |